# William Koenig

Bischofswappen von William Edward Koenig

William Edward Koenig (* 17. August 1956 in Queens, New York City) ist ein US-amerikanischer Geistlicher und römisch-katholischer Bischof von Wilmington.

## Leben
William Koenig wuchs in East Meadow auf, wo er die St. Raphael’s Elementary School besuchte. Später wechselte Koenig an das St. Pius X Preparatory Seminary in Uniondale und 1975 an das Cathedral College of the Immaculate Conception in Douglaston. Ab 1979 studierte Koenig Philosophie und Katholische Theologie am Seminary of the Immaculate Conception in Huntington. Er empfing am 14. Mai 1983 in der Kathedrale St. Agnes durch den Bischof von Rockville Centre, John Raymond McGann, das Sakrament der Priesterweihe.
Koenig wirkte zunächst als Pfarrvikar der Pfarreien Saint Edward the Confessor in Syosset (1983–1986) und Saint James in Setauket (1986–1989) sowie als Hochschulseelsorger an der Stony Brook University, bevor er Verantwortlicher für die Berufungspastoral im Bistum Rockville Centre, Ausbilder am Cathedral College of the Immaculate Conception in Douglaston und 1990 zudem Direktor des Office of Ministry to Priests wurde. Daneben erwarb er 1994 an der Fordham University in New York City einen Master im Fach Soziale Arbeit. Von 1996 bis 2000 war William Koenig Pfarrvikar der Kathedrale St. Agnes in Rockville Centre. Anschließend wurde er Pfarrer der Pfarrei Saint William the Abbot in Seaford. Papst Benedikt XVI. verlieh ihm 2007 den Ehrentitel Päpstlicher Ehrenkaplan. Von 2009 bis 2020 war William Koenig als Rektor der Kathedrale St. Agnes tätig, bevor er Bischofsvikar für den Klerus wurde. Ferner war er Mitglied des Priest Personnel Board.
Am 30. April 2021 ernannte ihn Papst Franziskus zum Bischof von Wilmington. Der Erzbischof von Baltimore, William Edward Lori, spendete ihm am 13. Juli desselben Jahres in der Kirche Saint Elizabeth in Wilmington die Bischofsweihe; Mitkonsekratoren waren der Bischof von Rockville Centre, John Oliver Barres, und der emeritierte Bischof von Wilmington, William Francis Malooly. Sein Wahlspruch We walk by faith („Wir wandeln im Glauben“) stammt aus 2 Kor 5,7 .